# Bay (Arkansas)
Bay is een plaats (city) in de Amerikaanse staat Arkansas, en valt bestuurlijk gezien onder Craighead County.

## Demografie
Bij de volkstelling in 2000 werd het aantal inwoners vastgesteld op 1800.
In 2006 is het aantal inwoners door het United States Census Bureau geschat op 1969,.

## Geografie
Volgens het United States Census Bureau beslaat de plaats een oppervlakte van
8,7 km².